# 富氣隕石
富氣隕石是指含有大量惰性氣體，例如氦、氖、氬、氪、氙，有時還有其它元素的隕石。儘管這些氣體實際上幾乎存在所有的隕石中，費耶特維爾隕石有〜2,000,000 x10−8 ccSTP/公克氦，或〜2%體積當量的氦。相較背景水準是只有幾個PPM。
富氣隕石的鑑定是依據所存在輕稀有氣體的量，如果不在所有隕石中存在的已知稀有氣體組成分組的基礎上再增加一個分組，就無法解釋其含量。

## 歷史
威廉·拉姆齊在1895年在地質樣本採樣後不久，在釔鈾礦中第一次發現地球上的氦，而不是通過觀測太陽。
鮑爾在1947年提出測定隕石年代的方法，並由格林（Gerling）和帕夫洛娃（Pavlova）於1951年在出版品上明確的陳述。然而，這很快導致隕石年齡的巨大變化：人們意識到過量的氦（包括氦-3、稀土）也是由輻射產生的。
第一個確認的富氣隕石是由格林和列夫斯基（Levskii）於1956年發表在出版品上的斯塔羅佩西亞諾(Staroe Pesyanoe，通常簡稱為Pesyanoe)。與後來的費耶特維爾家族一樣，佩西亞諾的氦含量約為100萬x10−8 ccSTP/g。
雷諾茲（Reynolds）發表的"一般氙（Xe）的異常"，包括Xe129等衰變的產物，開創了異種學的子領域，一直到今天。
在1980年代首次發表了太陽前顆粒(Presolar grains，PSGs)，這是尋找惰性氣體導出的；但PSGs並不是單純地通過氣體含量來檢測。